# مايكل إي درير
مايكل إي درير هو سياسي سويسري، ولد في 8 يناير 1944 في شافهاوزن في سويسرا. نشط حزبياً في حزب الشعب السويسري. وقد انتخب عضو المجلس الوطني السويسري ‏ (25 نوفمبر 1991 – 5 ديسمبر 1999).